# Deserto de Alvord
O deserto de Alvord  () é um deserto localizado no Condado de Harney, no sudeste do Oregon, no oeste dos Estados Unidos. Localiza-se mais ou menos ao sudeste das montanhas de Steens. O deserto Alvord tem 19 por 11 km de leito de lago seco e, em média, 180 mm de chuva por ano. Duas cadeias de montanhas separam o Oceano Pacífico, montanhas da costa do Pacífico e das Cascatas. Junto com as montanhas de Steens, essas características topográficas criam uma sombra de chuva. O Alvord está a uma altitude de aproximadamente 1.200 m.
O deserto é nomeado depois que o general Benjamin Alvord, que serviu como comandante do Departamento do Exército dos EUA de Oregon, durante a Guerra Civil Americana.

## Galeria

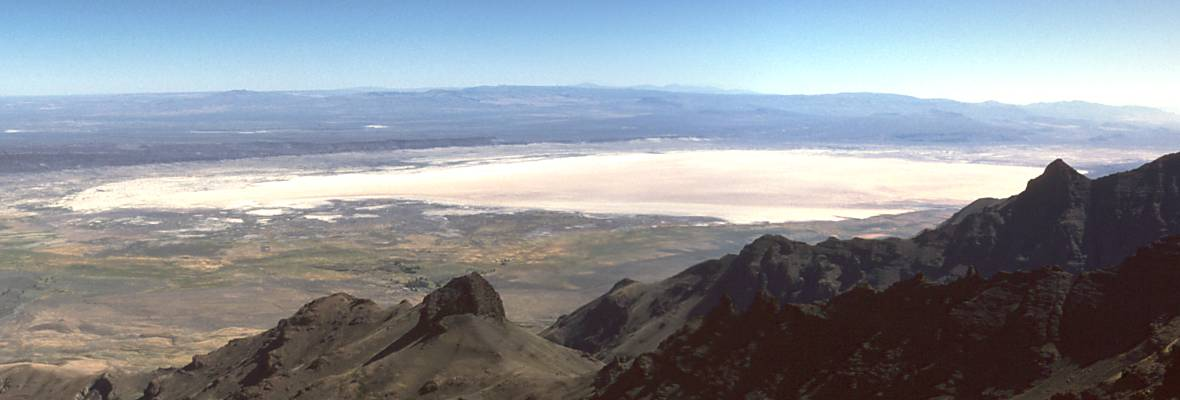
Visto da montanha de Steens.

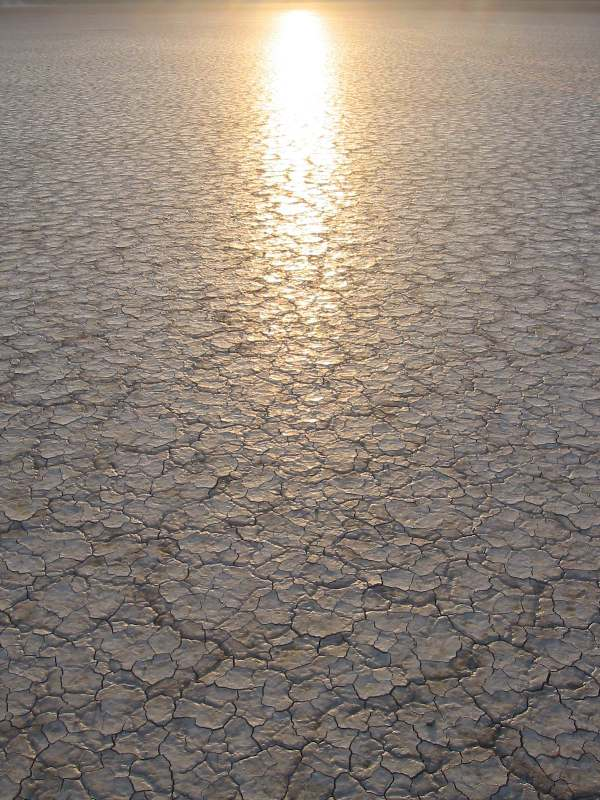
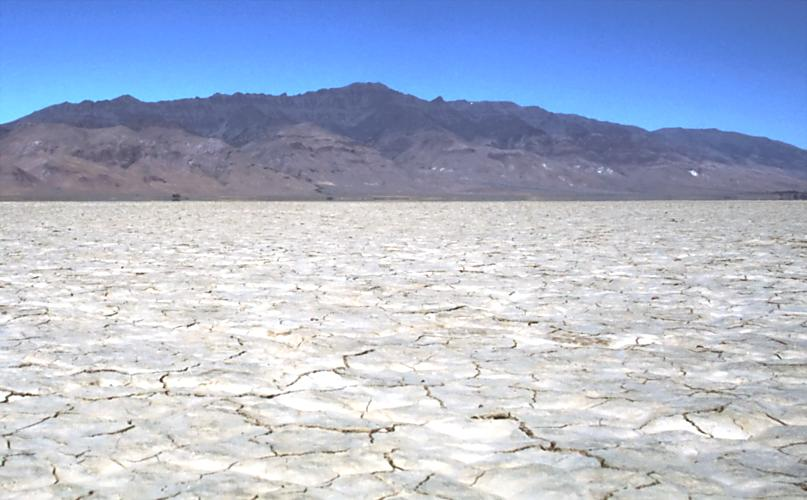
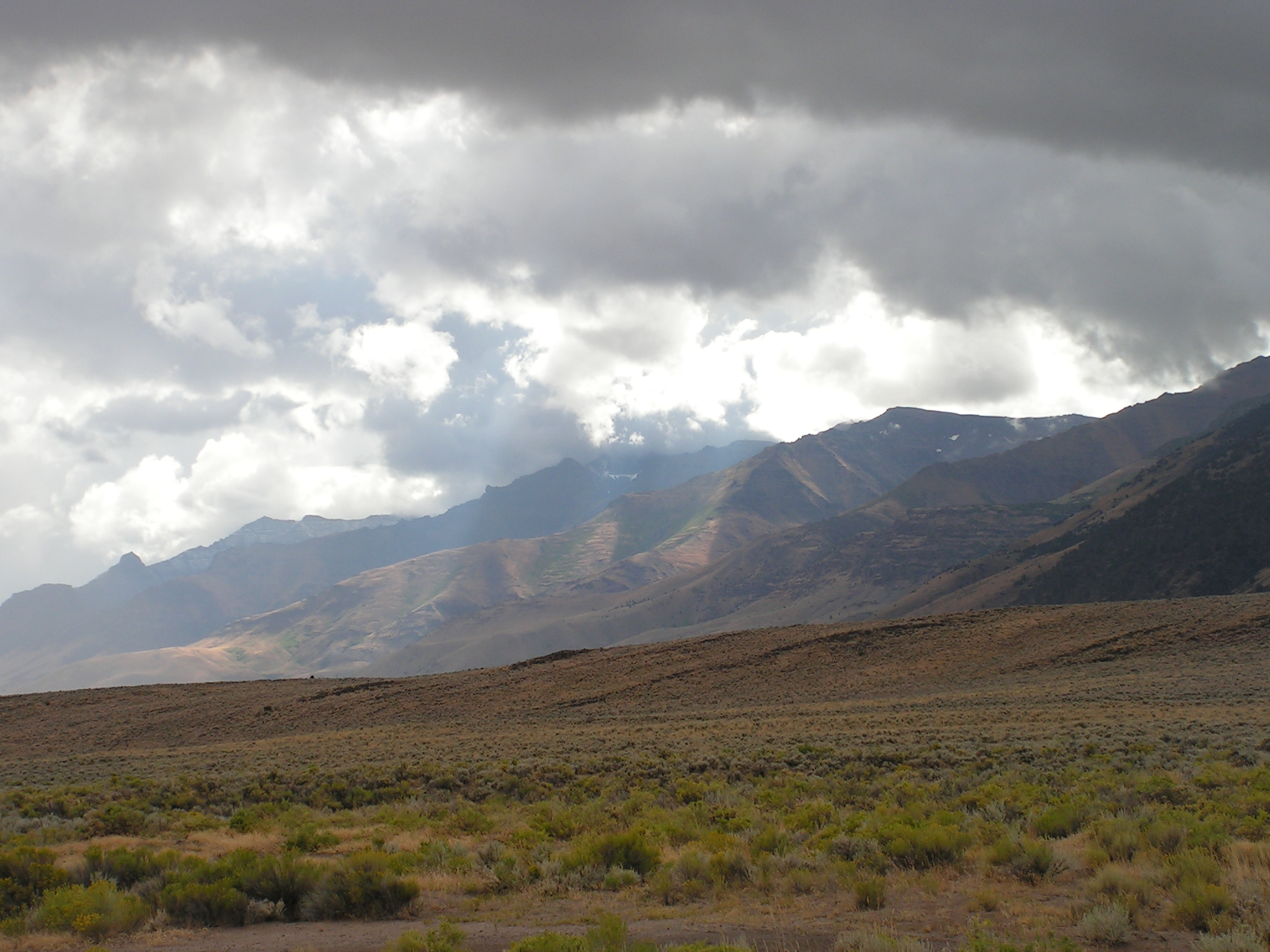
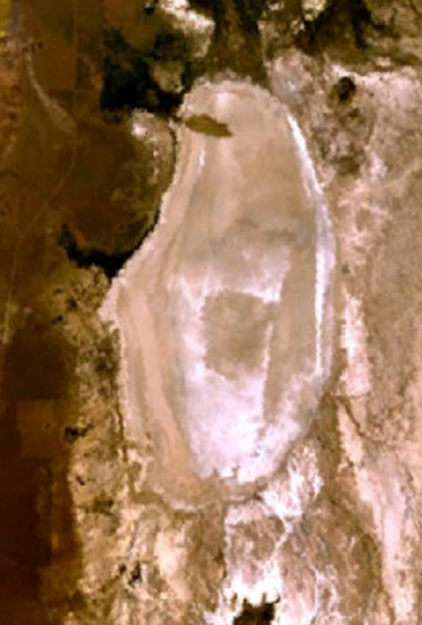